# Ди (Абердиншир)
Ди (енгл. River Dee) је река у Уједињеном Краљевству, у Шкотској. Дуга је 140 km. Протиче кроз Абердиншир. Улива се у Северно море. 